# Laurentiuskirche (Trebur)

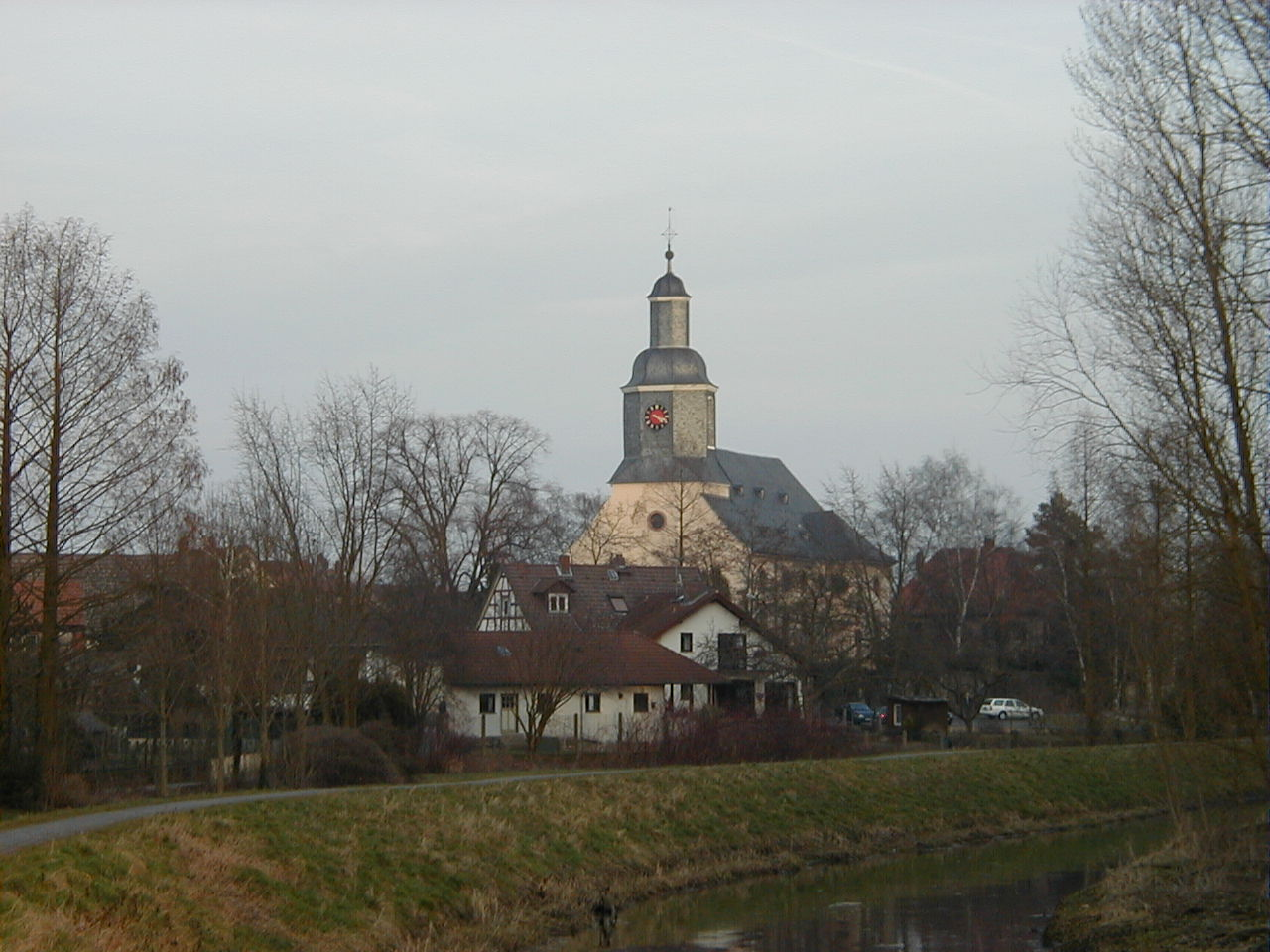
Laurentiuskirche vom Schwarzbach aus gesehen

Die Laurentiuskirche in Trebur ist ein überwiegend barocker Kirchenbau, der wahrscheinlich auf die ehemalige Pfalzkapelle der Treburer Kaiserpfalz zurückgeht. Erhaltene Teile der Kirche stammen aus dem frühen 11. Jahrhundert. Damit ist die Kirche eines der wenigen aus ottonischer Zeit erhaltenen Architekturzeugnisse.

## Baugeschichte
Die Kirche weist ein scheinbar geschlossen barockes Erscheinungsbild auf. Durch Sichtung der Unterlagen der Bodenuntersuchungen des Hessischen Hochbauamtes Darmstadt durch Wilhelm Diefenbach 1934  und von Otto Müller 1954, darunter bisher noch nicht gesichtete Unterlagen, konnte das Freie Institut für Bauforschung und Dokumentation e.V. Marburg 1991 ein differenzierteres Bild der Baugeschichte der Kirche gewinnen. Gottfried Kiesows Theorie, die Vorhalle und das östliche Querschiff stammten noch aus der zweiten Hälfte des 9. Jahrhunderts, ist damit hinfällig.
Demnach war die Kirche ursprünglich eine Basilika mit  dreischiffigem Langhaus, östlichem, durchgeschobenem  Querhaus und einer halbrunden Apsis als Abschluss.
Das von  Michael Gockel späteste vermutete Entstehungsdatum um 870, konnte durch Magnus Wintergerst präzisiert werden. Die Basilika entstand demnach als verkleinerte Kopie der Frankfurter Salvatorbasilika, direkt nach deren Weihe 852.

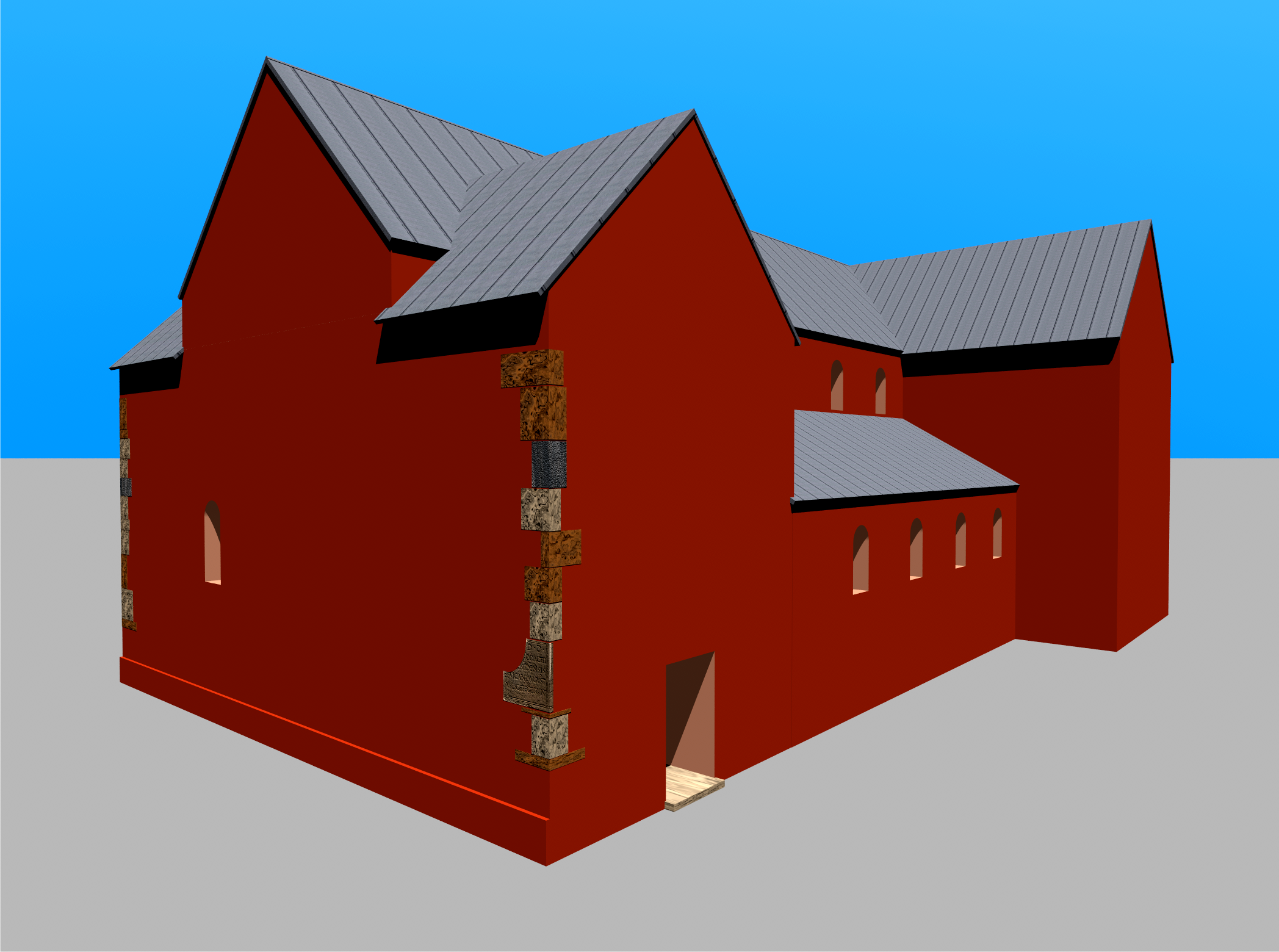
Rekonstruktion der ottonischen Laurentiuskirche nach ihrer Erbauung, Fenster nach Befund

In spätottonischer Zeit (nach 1000) wurde ein Großteil der Kirche niedergerissen, wahrscheinlich blieb nur das karolingische Langhaus in Teilen bestehen, und wurde den Fundamenten des karolingischen Vorgängerbaus folgend, neu erbaut. Im Westen entstand ein Westbau in Form eines Querhauses, das mittels massiger Bögen vom Langhaus nach Norden und Süden ausgeschieden war. Analogien zu dieser Konstruktion finden sich im Ostbau des Willigis-Doms in Mainz und dem Westquerhaus des Heinrichsdoms in Bamberg.
Vor dem Westbau im Erdboden gelegene Mauerreste könnten von einem geplanten aber nicht realisierten Westchor, oder aber einem früheren Atrium stammen.
Querhaus und Chor wurden neu gebaut, wobei der Chor wahrscheinlich um ein Presbyteriumsjoch verlängert wurde und im Norden und Süden Annexe angefügt wurden. Farblich war das Gebäude wahrscheinlich rötlich angelegt, da Reste von Mörtel mit Ziegelkleinbeimengung gefunden wurden.
Ob dieser Kirchenbau bereits einen Turm besaß, lässt sich zurzeit nicht abschließend feststellen. Im Zuge des Umbaus ist mit der Translation von Laurentiusreliquien zu rechnen, wodurch die Kirche dem hl. Laurentius geweiht wurde.
Anfang des 15. Jahrhunderts wurde die Kirche gotisch umgestaltet, indem der Westbau erhöht und zur Vorhalle umgebaut wurde. Dabei wurden die ottonischen Bögen verschmälert und die Pfeiler darunter ausgewechselt.  Zum Langhaus und den Seitenschiffen hin wurden gotische Bögen eingezogen, der Winkel des Daches wurde verändert und bis zu den Seitenschiffmauern hinunter geführt, so dass eine Hallenkirche entstand. Spätestens zu diesem Zeitpunkt erhielt die Kirche einen Westturm und einen Dachreiter über der Vierung.
Eine weitere Umgestaltung erfolgte 1668–1680 durch Johann Wilhelm Pfannmüller, der unter anderem einen neuen Turm baute. Dieser musste jedoch bereits 1711 wegen Baufälligkeit durch den heutigen Turm ersetzt werden. 1748–1752 wurden Chor und Kirchenschiff durch Pfarrer Johann Conrad Lichtenberg neugebaut, wobei die gesamte Kirche zur barocken Predigtkirche umgestaltet wurde.

## Spolien
Die Laurentiuskirche zeichnet sich durch eine Reihe von Spolien aus. An der Südwestecke befindet sich in 2,5 m Höhe ein der keltischen Gottheit Virodacthis gewidmeter, römischer Weihestein als Eckverquaderung, der wahrscheinlich aus der Umgebung von Nida nach Trebur gebracht wurde. Des Weiteren befindet sich an der Nordostecke des Querhauses ein römischer Stein mit floralem Muster und an der Südostecke ein weiterer römischer Inschriftenstein.
In der Nordwestecke des Querhauses befindet sich darüber hinaus eine vermauerte karolingische Kämpferplatte aus dem Ursprungsbau.

## Ausstattung
Die Ausstattung besteht unter anderem aus einem hölzernen Altar (um 1750) und der Kanzel mit dem Gemälde „Der gute Hirte“ von Johann Conrad Seekatz (um 1800), des Weiteren einem Holzkruzifix und einer hölzernen Lutherstatue mit Schwan (um 1752) des Frankfurter Bildhauers Johann Daniel Schnorr. In der Vorhalle steht ein Taufaltar aus Marmor (gestiftet 1758).
Die Orgel ist von Bernhard Dreymann aus Mainz (Weihe am 27. April 1844). Zwei Putten auf den Gehäusetürmen der Orgel stammen von der 1751 erbauten Vorgängerorgel von Johann Christian Köhler. Die Orgel wurde 1894 umgebaut und 1997/1998 sowie 2015 restauriert.

## Gemeinde
Die Kirche gehört zur Kirchengemeinde Trebur-Astheim im Dekanat Groß-Gerau-Rüsselsheim der der Evangelischen Kirche in Hessen und Nassau.